# NGC 2460
NGC 2460 é uma galáxia espiral situada na direção da constelação da Girafa. Possui uma magnitude aparente de 11,9, uma declinação de +60º 20' 57" e uma ascensão reta de 07 horas,  56 minutos e 52,4 segundos.